# Andreu de Fleury
Andreu de Fleury (llatí: Andreas Floriacensis)  (1036 (Gregorià) - 1043 (Gregorià)) va ser un monjo cristià i historiador contemporani dels moviments Pau i Treva de Déu.

## Biografia
Monjo benedictí a l'abadia de Fleury, la seva obra principal va ser Miracula sancti Benedicti ("Els Miracles de Sant Benet"), escrit al voltant de 1043. Registra que el 1038, Aimon, l'arquebisbe de Bourges, va obligar els seus sufraganis a fer un jurament per lluitar contra els enemics de l'Església, i va fer que cada home de quinze anys o més fes el mateix jurament a la seva diòcesi. Un «exèrcit de pau», compost principalment de clergues i camperols, es va formar i va seguir un gran vessament de sang. André desaprovava les accions d'Aimon, argumentant que el “exèrcit de pau» aviat quedaria encegat per l'ambició.
Andreu va visitar Catalunya, com a mínim, en una ocasió. És la font més detallada i precisa per a la batalla de Torà de 1003. Informà de la presència, al bàndol cristià, de quatre comtes: Ramon Borrell de Barcelona, Bernat Tallaferro de Besalú, Guifré II de Cerdanya i Ermengol I d'Urgell. Tot i això, comet un error quan diu que el Califa de Còrdova, Hixam II, va morir a la trobada, que probablement és una llegenda local. El veritable líder de l'exèrcit musulmà era Abd-al-Màlik al-Mudhàffar, fill de l'hàjib Almansor. Andreu informa de la batalla en termes com si descrigués una guerra santa. Els musulmans, el nombre dels quals xifra en 17 000, són "nous  filisteus", els cristians són ajudats pels sants Pere i Miquel i la Verge Maria, que anuncia la victòria cristiana en llocs tan llunyans com la Muntanya Sant'Angelo). Tot i el tema de la guerra religiosa, els historiadors espanyols no han recollit el relat d'Andreu.
Andreu també va escriure una Vita Gauzlini (La vida de Gauzlin) sobre l'antic abat del seu ordre, Gauzlin. Informa que Gauzlin creia erròniament que els «heretges d'Orleans», núpcies no prohibides, secunda matrimoni non dampno («no prohibeixen les noces, segons les quals no condemnen el matrimoni»). Andreu detalla amb més precisió que nupties amb benedictione no deu fieri, sigueu accipiat quiscumque qualiter voluerit ("«els casaments amb consentiment que ells prohibeixen que es facin, més aviat es consideren en deute amb qui vulgui que fos»"). Andreu també inclou una còpia de la carta de Gauzlin dirigida a Robert II de França el 1022, després que el rei li preguntés per què s'havia vist caure sang del cel. També recull el poema al que correspon el cicle de frescos apocalíptics de Fleury, encarregat per Gauzlin.